# Ruwen Faller
Ruwen Faller (* 22. Juli 1980 in Rheinfelden) ist ein ehemaliger deutscher Sprinter und derzeitiger Athletiktrainer beim Fußball-Bundesligisten RB Leipzig. Zuvor war er in gleicher Funktion für den FC Schalke 04 tätig.

## Werdegang

### Karriere als Leichtathlet
Der 400-Meter-Läufer stellte am 3. Juli 1999 in Erfurt mit 45,74 s seinen persönlichen Rekord auf und gewann kurz danach bei den Leichtathletik-Junioreneuropameisterschaften 1999 in Riga Gold im Einzelwettbewerb und mit der 4-mal-400-Meter-Staffel.
Bei den Leichtathletik-Halleneuropameisterschaften 2000 holte er mit der Staffel Silber. 2003 und 2006 wurde er Deutscher Hallenmeister, und bei den Olympischen Spielen 2004 in Athen belegte er mit der Staffel den siebten Platz. Er nahm auch an den Olympischen Spielen 2008 in Peking (China) teil.
Seinen letzten Wettkampf bestritt Faller bei den Leichtathletik-Weltmeisterschaften 2009 in Berlin.
Ruwen Faller gehört der Sportfördergruppe der Bundeswehr an. Seit 2005 startete er für den SC Magdeburg, zuvor für die Vereine TV Wehr, LAC Quelle Fürth München und TuS Jena. Im November 2011 gab er das Ende seiner eigenen sportlichen Karriere bekannt.

### Karriere als Athletiktrainer
Von März 2011 bis November 2018 war Faller Athletiktrainer des FC Schalke 04. Mit den Knappen gewann er 2011 den DFB-Pokal und den DFL-Supercup.
Seit dem 1. Dezember 2018 fungiert er als einer von drei Athletiktrainern für den Ligakonkurrenten RB Leipzig. Mit den Leipzigern gewann Faller in der Saison 2021/22 sowie 2022/23 den DFB-Pokal.

## Persönliche Bestleistungen
- 100 m – 10,81 s
- 200 m – 21,24 s
- 400 m – 45,74 s
- 800 m – 1:48,82 min